# Долішненська сільська рада
Долішненська сільська рада — орган місцевого самоврядування у Стрийському районі Львівської області. Адміністративний центр — село Долішнє.

## Загальні відомості
Водоймища на території, підпорядкованій даній раді: річка Жижава.

## Населені пункти
Сільській раді підпорядковані населені пункти:
- с. Долішнє
- с. Верхня Лукавиця
- с. Горішнє
- с. Нижня Лукавиця
- с. Смоляний

## Склад ради
Рада складається з 16 депутатів та голови.

### Керівний склад попередніх скликань
| ПІБ                       | Основні відомості                                                                          | Дата обрання | Дата звільнення |
| ------------------------- | ------------------------------------------------------------------------------------------ | ------------ | --------------- |
| Федорняк Ігор Григорович  | Сільський голова, 1959 року народження, освіта вища                                        | 26.03.2006   | 31.10.2010      |
| Федорняк Ігор Григорович  | Сільський голова, 1959 року народження, освіта вища, член політичної партії «Наша Україна» | 31.10.2010   | 25.10.2015      |
| Гнатів Богдан Ярославович | Сільський голова, 1958 року народження, освіта вища                                        | 25.10.2015   |                 |

Примітка: таблиця складена за даними джерела